# Karl Eduard Sööt

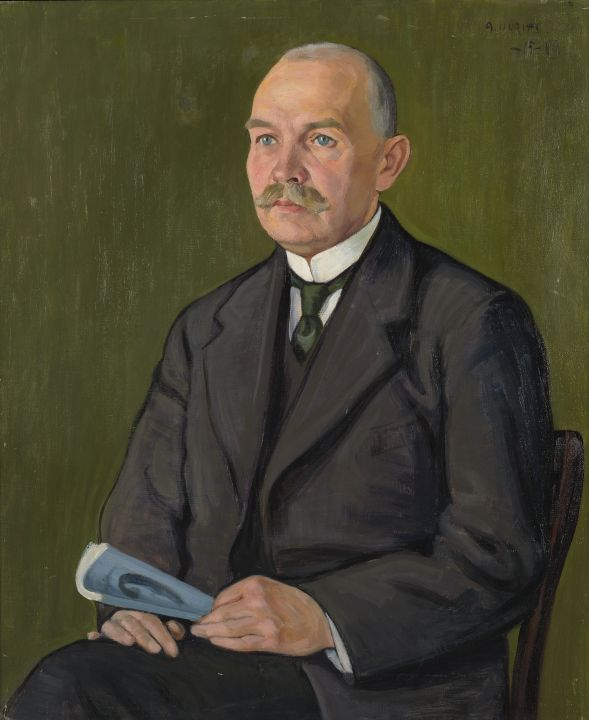
Karl Eduard Sööt. Gemälde von Aleksander Uurits (1915)

Karl Eduard Sööt (* 14. Dezemberjul. / 26. Dezember 1862greg. in Lohkva, Gouvernement Livland; † 1. September 1950 in Tartu, Estnische SSR) war ein estnischer Lyriker.

## Leben und Werk
Karl Eduard Sööt wurde im livländischen Dorf Lohkva (deutsch Lofkatten) in der Nähe von Tartu (Dorpat) als Sohn eines Mühlenpächters geboren. Im Alter von sechs Jahren zog die Familie nach Ilmatsalu. Sööt besuchte zunächst die deutschsprachige Grundschule in Tartu und von 1878 bis 1881 die Kreisschule. Anschließend war er Gasthörer an der Universität Tartu, die damals den Namen Kaiserliche Universität zu Dorpat trug.
Sööt war zunächst kurze Zeit als Gemeindeschreiber tätig. Von 1886 bis 1896 arbeitete er in der Redaktion der estnischen Zeitschrift Olevik („Die Gegenwart“), die von Ado Grenzstein herausgegeben wurde. Bereits in den 1880er Jahren debütierte er mit ersten Gedichten in estnischen Zeitungen. Von 1895 bis 1914 war Sööt Inhaber einer von ihm gegründeten Verlagsdruckerei und einer Buchhandlung. Kurz vor dem Ersten Weltkrieg verkaufte er sein Unternehmen.
Nach Ausrufung der estnischen Unabhängigkeit war Sööt 1919/20 Mitglied der Stadtverwaltung von Tartu, zog sich dann aber aus dem politischen Leben zurück. Von 1920 bis 1923 war er verantwortlicher Redakteur der wichtigsten estnischen Tageszeitung Postimees. Anschließend verdiente er seinen Lebensunterhalt als freiberuflicher Schriftsteller und Lyriker.
In seinem Werk überwiegen gefühlsbetonte Liebes-, Heimat- und Naturgedichte sowie (spät)romantische Elegien und Balladen. Nicht wenige seiner Gedichte wurden von estnischen Komponisten vertont. Er griff in seiner Lyrik zahlreiche Motive der estnischen Volks(lied)dichtung auf. Seine Kindergedichte gehören heute zum klassischen Repertoire der estnischen Literatur. Sööt übersetzte auch Gedichte von Heinrich Heine, dessen Werk ihn geprägt hat, und Sándor Petőfi in Estnische.
Sööt war in zahlreichen estnischen Kulturvereinigungen aktiv. Er war Mitglied im Vorstand des Tartuer Vereins Vanemuine, Mitbegründer der Estnischen Literaturgesellschaft (Eesti Kirjanduse Selts), Vorstandsmitglied des Estnischen Nationalmuseums (Eesti Rahva Muuseum) und korrespondierendes Mitglied der ungarischen Petőfi-Gesellschaft („Petőfi Társaság“).
In seinem Geburtsort Lohkva befindet sich ein 1977 errichtetes Denkmal für Karl Eduard Sööt. Ein weiterer Gedenkstein wurde in Ilmatsalu eingeweiht, wo Karl Eduard Sööt seine Kindheit und Jugend verbracht hatte.
Die Landgemeinde Luunja vergibt seit 2007 einen nach Karl Eduard Sööt benannten Literaturpreis. Er wird jährlich für ein lyrisches Werk für Kinder verliehen.

## Literarisches Werk

### Lyrikbände
- Aasa õied (zwei Bände, 1890/91)
- Rõõm ja mure (1894)
- Saatus (1899)
- Mälestused ja lootused (1903)
- Kodu (1921)
- Lapsepõlve Kungla (Lyrik für Kinder, 1923)
- Kuusirbi õsu (1937)

### Auswahlsammlungen
- Aastate kajastus (1925)
- Kogutud luuletused (1942)
- Valitud luuletused (1946)
- Elurada (postum, 1951)
- Väike luuleraamat (postum, 1968)

## Deutsche Übersetzungen
Da Sööt schon zu Lebzeiten sehr populär war, sind seit 1890 vieler seiner Gedichte in der örtlichen deutschsprachigen Zeitungen erschienen, beispielsweise in der Düna-Zeitung oder im St. Petersburger Herold. Später gelangten seine Gedichte auch in die einschlägigen zeitgenössischen Anthologien:
- Estnische Klänge. Auswahl estnischer Dichtungen von Axel Kallas. Dorpat: Kommissions Verlag Carl Glück 1911, S. 60–66.
- Estnische Gedichte. Übersetzt von Wilhelm Nerling. Dorpat: Laakmann 1925, S. 63–66.
- Estnische Lyrik. Übertragen von Tatjana Ellinor Heine. Brackenheim: Verlag Georg Kohl GmbH + Co 1981, S. 30–31.

## Sekundärliteratur
- Cornelius Hasselblatt: Geschichte der estnischen Literatur. Berlin, New York 2006 (ISBN 3-11-018025-1), S. 308f.